# Tylopsacas cuneata
Tylopsacas es un género monotípico de plantas herbáceas perteneciente a la familia Gesneriaceae. Su única especie: Tylopsacas cuneata (Gleason) Leeuwenb., es originaria de América.

## Descripción
Son hierbas con tallo ± ausente. Las raíces son fibrosas. Las hojas aparentemente alternas, pecioladas, la lámina oblanceolada con el ápice agudo, base decurrente en el pecíolo. La inflorescencia en cimas unilaterales (cincinos), con pares de flores numerosas, más corta que las hojas. Pedicelos delgados. Sépalos connados en la base, linear-lanceoladas. Corola blanca, el tubo inflado un poco por el medio. Los frutos una  cápsula con semillas subglobosas, algo aplanadas.

## Distribución y hábitat
Se distribuyen  por  las tierras altas de Guayana, donde crecen con hábitos terrestres, en zonas montañosas de los bosques de las tierras altas.  

## Taxonomía
Tylopsacas cuneata fue descrita por Anthonius Josephus Maria Leeuwenberg y publicado en Taxon 9: 22 1960.
Etimología
Tylopsacas: nombre genérico que deriva de las palabras griegas τύλος,  tylos = "pústula" y ψακάς ,  psacas = "granos", aludiendo a las semillas tuberculadas.
Sinonimia
- Episcia cuneata Gleason[1]
- Tylopsacas cuneatum (Gleason) Leeuwenb.
- Tylosperma cuneatum (Gleason) Leeuwenb.[4]